# 2009 KM30
2009 KM30, também escrito como 2009 KM30, é um objeto transnetuniano que está localizado no Cinturão de Kuiper, uma região do Sistema Solar. Este corpo celeste é classificado como um cubewano. Ele possui uma magnitude absoluta de 9,0 e tem um diâmetro estimado com 70 km.

## Descoberta
2009 KM30 foi descoberto no dia 25 de maio de 2009 por M. Yagi.

## Órbita
A órbita de 2009 KM30 tem uma excentricidade de 0,006 e possui um semieixo maior de 41,720 UA. O seu periélio leva o mesmo a uma distância de 41,448 UA em relação ao Sol e seu afélio a 41,991 UA.